# Actinote unicolor
Actinote unicolor är en fjärilsart som beskrevs av Talbot 1932. Actinote unicolor ingår i släktet Actinote och familjen praktfjärilar. Inga underarter finns listade i Catalogue of Life.